# 亞庫安比縣
亞庫安比縣（西班牙語：Cantón Yacuambi），是厄瓜多爾的縣份，位於該國南部，由薩莫拉-欽奇佩省負責管轄，始建於1921年1月8日，面積1,248平方公里，2001年人口5,229，人口密度每平方公里4.19人。